# Paillant
Paillant (Haitianisch-Kreolisch Payan) ist eine Gemeinde im Département Nippes von Haiti.

## Geschichte
Die heutige Gemeinde Paillant war bis zu ihrer Gründung der sechste (ländliche) Gemeindebezirk von Miragoâne. Sie erhielt im Jahr 2003, bei Gründung des Département Nippes, den offiziellen Status einer der 144 Gemeinden Haitis.
Die damalige Stabilisierungsmission der Vereinten Nationen MINUSTAH errichtete im Jahr 2015 ein neues Rathaus der Gemeinde.
Im Dezember des Jahres 2022 fand zum dritten Mal auf Initiative der örtlichen Kulturvereinigung RECIDEP der Salon Littéraire Artistique de Paillant („Literarisch-künstlerischer Salon von Paillant“) statt, der landesweite Aufmerksamkeit erhielt.
Seit dem Jahr 1991 findet ein Rara-Festival in Paillant statt, an dem bei seiner 27. Auflage 35 Bands teilnahmen.

## Lage und Beschreibung
Neben dem Stadtzentrum Ville de Paillant bestehen zwei ländliche Gemeindebezirke:
- Salagnac mit Ca Dulma, Chasseau, Le Brun, Mouton, Mussotte, Nan Mambré, Nan Tranquille, Séchoire, Sainte-Croix, Veillard und Vivant sowie
- Bézin mit Berken, Bois Cabrit, Calon, Carrefour Dent, Dagouste, Deroncelay, Desmarais, Mason und Obéissant.

Durch das Gebiet der Gemeinde Paillant führen keine größeren Straßen. Anschluss an das Straßensystem Haitis besteht in Miragoâne (Route Nationale RN-2). Bis dorthin sind es nordöstlich 13 Kilometer.